# Nidalia rubripunctata
Nidalia rubripunctata is een zachte koraalsoort uit de familie Nidaliidae. De koraalsoort komt uit het geslacht Nidalia. Nidalia rubripunctata werd in 1988 voor het eerst wetenschappelijk beschreven door Verseveldt & Bayer. 